# Euparthenos nubilis
Euparthenos nubilis är en fjärilsart som beskrevs av Jacob Hübner 1816. Euparthenos nubilis ingår i släktet Euparthenos och familjen nattflyn. Inga underarter finns listade i Catalogue of Life.

## Bildgalleri

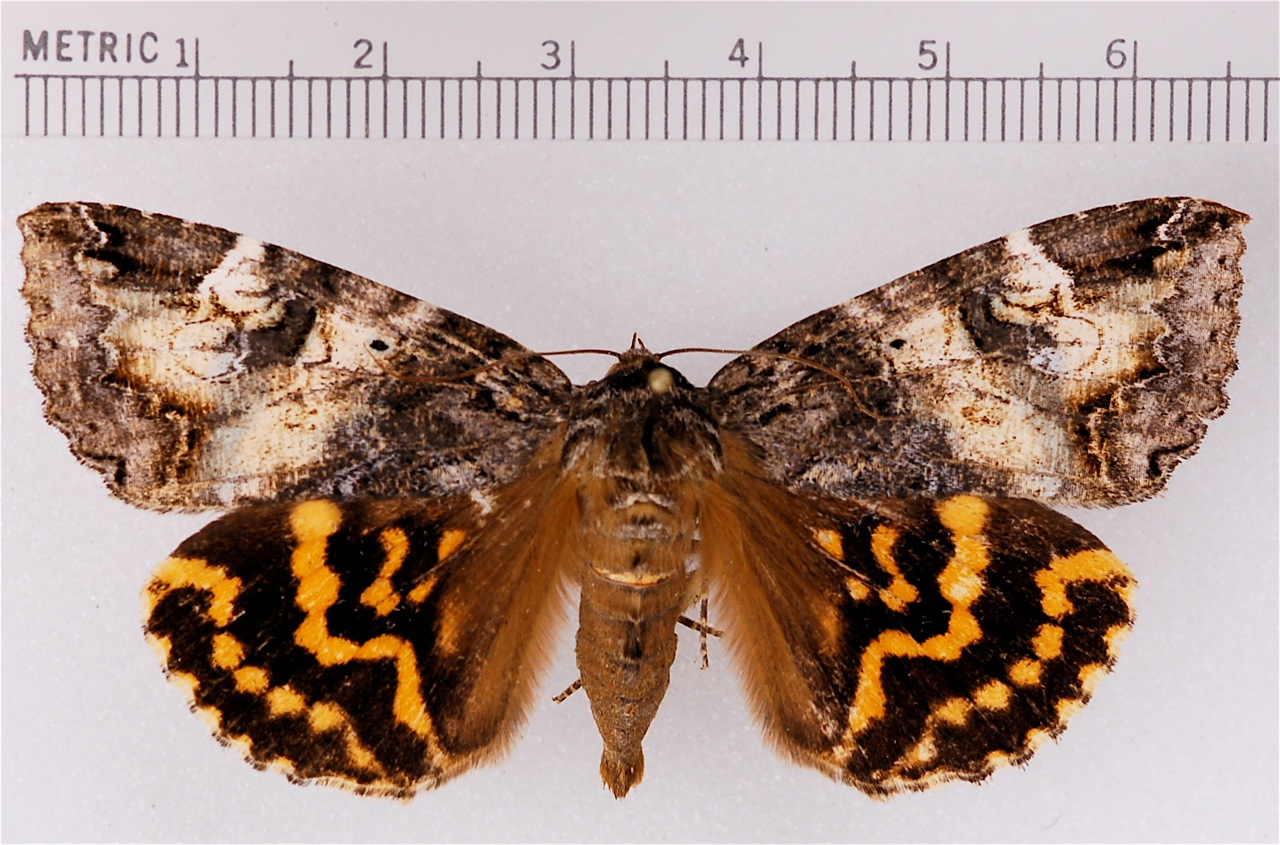